# Григоровка (Коломакский район)
Григоровка (укр. Григорівка), село, 
Шелестовский сельский совет,
Коломакский район,
Харьковская область.
Код КОАТУУ — 6323281003. Население по переписи 2001 года составляет 21 (5/16 м/ж) человек.

## Географическое положение
Село Григоровка находится на расстоянии в 2 км от истоков реки Ковалевка.
Примыкает с селу Петропавловка.

## Происхождение названия
В некоторых документах село называется Григоревка.
На территории Украины несколько населённых пунктов с названием Григоровка.

## История
- 1650 — дата основания.